# Senhorio
Senhorio é o proprietário de um imóvel (apartamento, condomínio, casa, terra, etc.) que é arrendado a um indivíduo ou a uma empresa, que recebe o nome de inquilino (ou arrendatário ou locatário). Quando uma pessoa jurídica se encontra nesta posição também se utiliza o termo senhorio. Outros termos incluem locador e proprietário. O termo senhoria pode ser utilizado para os proprietários do sexo feminino.

## A história do proprietário rural
O proprietário rural remonta ao tempo do Império Romano e do sistema feudal (senhorialismo) que começou nesse mesmo período — os camponeses encontravam-se ligados à terra e dependiam dos seus senhorios para obter proteção e justiça. Sob o feudalismo tais relações tornaram-se generalizadas. 

## Proprietário e inquilino

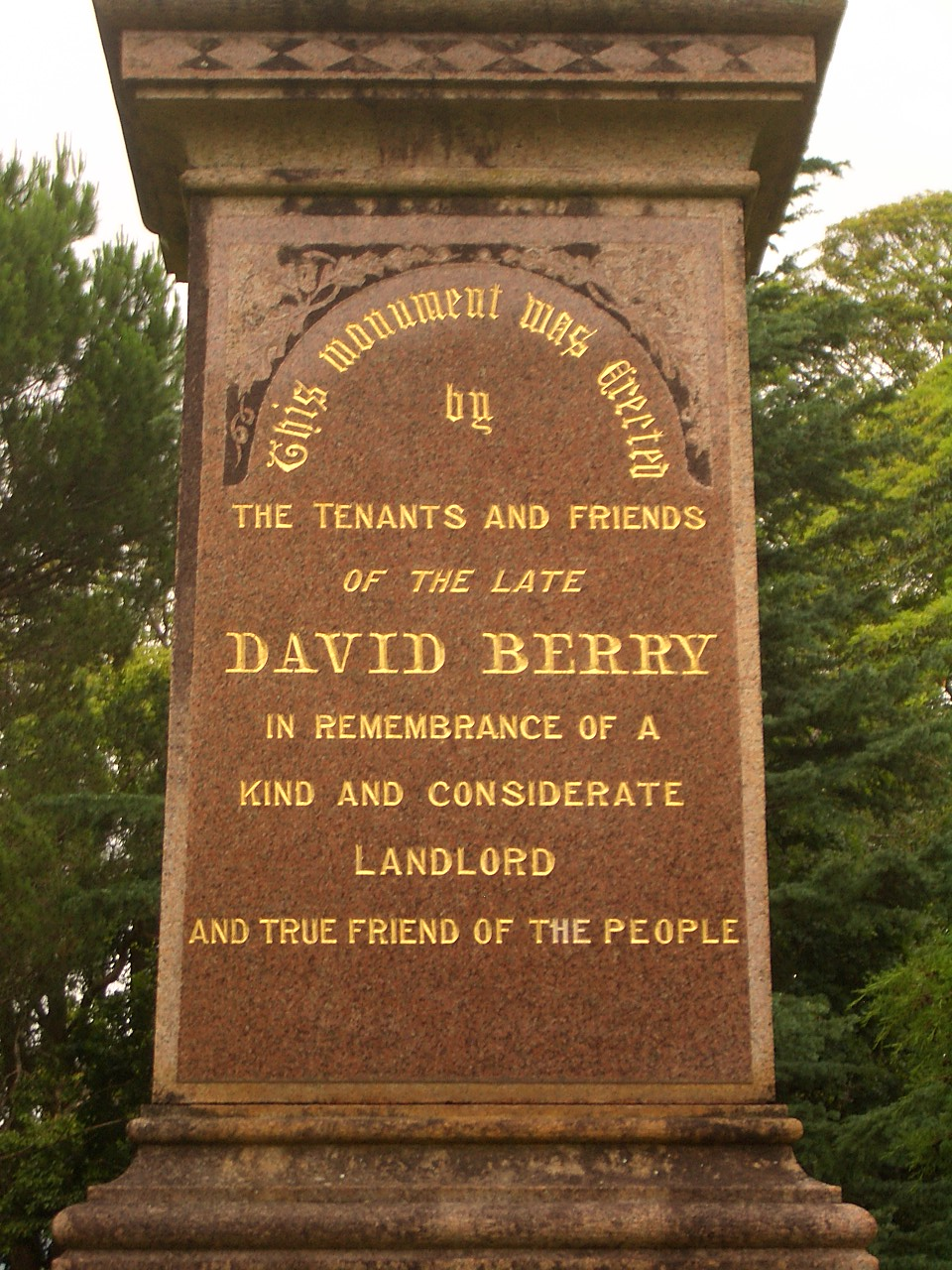
Sendo considerado um bom senhorio, David Berry (que tinha sido proprietário de grande parte da cidade que é agora conhecida por Berry — nome atribuído em sua homenagem) é afetuosamente recordado pelos seus inquilinos.

As duas partes contratantes assumem um compromisso ao abrigo da lei da propriedade imobiliária mediante a assinatura de um contrato de arrendamento. Através deste contrato, a parte contratante que detém o título superior da propriedade, ou seja, o senhorio, cede a sua posse e utilização por um período de tempo limitado à outra parte contratante, ou seja, o inquilino. O senhorio ou a senhoria pode não ser o real proprietário ou proprietária mas manterem de alguma forma o direito de subarrendamento.
Um contrato de locação ou arrendamento define condições tais como a renda, as penalizações em caso de atraso no pagamento, a duração da locação ou arrendamento e o tempo de pré-aviso necessário antes de o proprietário ou inquilino rescindirem o contrato. Em geral, as responsabilidades são atribuídas da seguinte forma: o proprietário é responsável pelas reparações e pela manutenção da propriedade enquanto o inquilino é responsável por manter a propriedade limpa e segura.
Muitos proprietários contratam uma empresa de gestão imobiliária para tratar de todos os detalhes do aluguer da sua propriedade a um inquilino. Normalmente isto inclui fazer publicidade à propriedade e mostrá-la a futuros inquilinos e, uma vez finalizado o arrendamento, receber a renda do inquilino e efetuar reparos quando necessário.
Nos Estados Unidos, os litígios entre proprietários e inquilinos são principalmente regidos pela lei estadual (e não pela lei federal) no que diz respeito a propriedades e contratos. A lei estadual e, em alguns lugares, a lei municipal ou do condado, define os requisitos para o despejo de um inquilino. Normalmente existe um número limitado de razões pelas quais um senhorio ou senhoria pode expulsar o seu inquilino ou inquilina antes de expirar o contrato de arrendamento, apesar de no final do prazo deste mesmo contrato a relação de arrendamento poder geralmente ser terminada sem ser indicado qualquer motivo. Algumas cidades têm leis que estabelecem a renda máxima que um senhorio pode cobrar, sendo conhecidas como controlo de renda e controlos de despejo com justa causa relacionados. Existe também uma garantia implícita de habitabilidade segundo a qual o senhorio deve manter a propriedade segura, decente e habitável, assegurando os requisitos mínimos de segurança tais como detetores de fumo e uma porta de bloqueio. 

## Proprietário de estabelecimento com autorização para venda de bebidas alcoólicas
No Reino Unido, o proprietário e/ou gerente de um pub também é chamado “senhorio/senhoria”, “titular de licença” e muitas vezes, estritamente de forma incorreta, “publicano”, sendo que este último termo deveria ser aplicável a um adjudicatário público romano ou coletor de impostos. De uma maneira mais formal o termo utilizado é proprietário de estabelecimento com autorização para venda de bebidas alcoólicas. 
A Licensed Trade Charity, uma organização formada em 2004 após a fusão da Society of Licensed Victuallers e da Licensed Vistualler’s National Homes, existe para servir as necessidades de aposentadoria dos proprietários de pubs na Grã-Bretanha. Esta organização também gere três escolas privadas em Ascot e Reading, no condado de Berkshire, e em Savers Common, no condado de Sussex. Para além de ter alunos que pagam as propinas na totalidade, a Licensed Victualler’s School, em Ascot, oferece preços com desconto de educação para os filhos dos proprietários e outros na indústria da restauração.   